# Kistes
Os Kistes (em georgiano:  ქისტები kist'ebi, em checheno:  Kistoj, Kisti, Nokhcho, Nakhcho) são uma subetnia chechena na Geórgia. Eles vivem principalmente no Desfiladeiro de Pankisi, na região georgiana oriental de Caquécia, onde há aproximadamente 9.000 pessoas Kist. Os Kistes modernos não devem ser confundidos com o termo histórico Kists,   um etnônimo de origem georgiana, que foi usado para se referir aos povos Nakh na Idade Média.

## Origens
As origens do povo Kist podem ser rastreadas até sua terra ancestral na baixa Chechênia. Nas décadas de 1830 e 1870, eles migraram para o desfiladeiro georgiano oriental de Pankisi e algumas terras adjacentes das províncias de Tuxécia e Caquécia. Chamados de "Kists" (ქისტები) em georgiano, eles estão intimamente relacionados culturalmente, linguística e etnicamente com outros povos de língua Nakh, como inguches e chechenos, mas seus costumes e tradições também compartilham muitas semelhanças com os montanhistas georgianos orientais.
Em 1886, um total de 2.314 Kists foram registrados como vivendo na Geórgia. No Censo Imperial Russo de 1897, havia 2.502 chechenos vivendo na Geórgia, dos quais 2.397 viviam no distrito de Tionetskiy (que incluía o Vale Pankisi). No Censo Soviético de 1939, o número de chechenos que vivem na Geórgia foi registrado em 2.533 pessoas. 

## História
Durante a Segunda Guerra Mundial, os Kists foram os únicos chechenos na União Soviética que não sofreram Limpeza étnica por Stalin, em 1944.
Durante a Segunda Guerra Chechena, os Kistes deram abrigo a cerca de 7.000 refugiados da Chechênia.

## Religião
A maioria dos Kistes adere à religião composta de crenças muçulmanas sunitas sincretizadas com o animismo Vainakh.  Pequenos bolsões de cristãos Kistes ainda permanecem em Pankisi, Tusheti e Kakheti. Até hoje, os Kists adoram os lugares sagrados em Khevsur. Highlanders do norte do Cáucaso e da Geórgia participaram juntos em celebrações religiosas até que as fronteiras fossem fechadas. Embora hoje os Kistes rezem na mesquita na aldeia de Duisi, eles também rezam nos locais de antigos santuários cristãos agora em ruínas. Os cristãos entre eles e alguns seguidores animistas rezam na igreja de São Jorge na aldeia de Joqolo. Além disso, os Kists celebram o Tetri Giorgoba, uma variação local do Dia de São Jorge .
Quando os Kists chegaram ao vale no início do século 19, vindos da Chechênia e da Inguchétia, suas práticas religiosas incluíam o Islã e sua religião Nakh original, com alguma sobreposição com as crenças nativas de seus vizinhos georgianos das terras altas. Havia também influências cristãs. Na segunda metade do século 19, o governo russo pressionou os Kistes a se converterem ao cristianismo ortodoxo, e houve vários episódios de batismos em massa e construção de igrejas. Em 1902, os Kistes, que permaneceram muçulmanos, construíram uma mesquita em Duisi, mas o governo russo se recusou a reconhecê-la. A mesquita Duisi foi fechada à força, juntamente com outras estruturas religiosas após a revolução bolchevique, e não foi reaberta até 1960. Sanikidze observa que muitos Kistes, independentemente de sua designação, têm uma mistura de práticas religiosas muçulmanas, cristãs e nativas.
Ao longo dos anos, um número considerável de Kistes se tornou cristão, mas o islamismo voltou a crescer entre os Kistes no período soviético, em parte porque os mulás "errantes" continuaram a fazer proselitismo e conseguiram persuadir muitos a se reconverterem ao Islã, um processo que continuou na década de 1970. Apenas Birkiani tem uma população majoritariamente cristã hoje. Há também uma pequena comunidade de Kistes em Kakheti (uma região da Geórgia na fronteira com o Gorge), principalmente na cidade de Telavi, que se consideram cristãos ortodoxos.